# NGC 7434
NGC 7434 este o galaxie situată în constelația Peștii. A fost descoperită în 27 iulie 1864 de către Albert Marth.